# Felix Frankfurter
Felix Frankfurter (15 de novembro de 1882 – 22 de fevereiro de 1965) foi um advogado, professor e jurista Austríaco-Americano, que serviu como Associado de Justiça da Suprema Corte dos Estados Unidos. Frankfurter serviu no Supremo Tribunal de 1939 a 1962, e foi um notável defensor da restrição judicial nos julgamentos do Tribunal.
Frankfurter nasceu em Viena e migrou para a Cidade de Nova Iorque, aos 12 anos de idade. Após se formar pela Escola de Direito de Harvard, Frankfurter trabalhou para o Secretário de Guerra, Henry L. Stimson. Durante a Primeira Guerra Mundial, Frankfurter serviu como Juiz, Advogado-Geral. Após a guerra, ele ajudou a fundar a União Americana de Liberdades Civis e retornou à sua posição como professor na Escola de Direito de Harvard. Ele tornou-se amigo e conselheiro do Presidente Franklin D. Roosevelt, que o nomeou para preencher a vaga decorrente da morte de Benjamin Cardozo.
Frankfurter serviu à Corte até sua aposentadoria em 1962, e foi sucedido por Arthur Goldberg. Frankfurter relatou a opinião da maioria em casos como Minersville School District v. Gobitis, Gomillion v. Lightfoot e Beauharnais v. Illinois. Escreveu opiniões discordantes em casos notáveis como Baker v. Carr, West Virginia State Board of Education v. Barnette, Glasser v. United States e Trop v. Dulles.

## Formação Acadêmica
Frankfurter nasceu em uma família judia no dia 15 de Novembro de 1882 em Viena, na Áustria, então parte da Áustria-Hungria. Foi o terceiro de seis filhos de Leopold Frankfurter, um mercador, e Emma (Winter) FrankfurterSeu tio, Solomon Frankfurter, foi bibliotecário na Biblioteca da Universidade de Viena. Seus antecedentes haviam sido rabinos por gerações. Em 1894, quando tinha 12 anos de idade, sua família migrou à cidade de Nova Iorque, e morou no Lower East Side, uma densa região de imigrantes. Frankfurter estudou na P.S. 25, onde se destacou em seus estudos e gostava de jogar xadrez e jogos de baralho nas ruas. Passava muitas horas lendo no Cooper Union for the Advancement of Science and Art e assistindo à palestras políticas, geralmente sobre temas como sindicalismo, socialismo, e comunismo.
Após sua formatura em 1902, do City College de Nova Iorque, onde ele ingressou na fraternidade Phi Beta Kappa, Frankfurter trabalhou para o Departamento de Habitações da Cidade de Nova Iorque para arrecadar dinheiro para pagar seus estudos de direito. Ele aplicou com sucesso à Escola de Direito de Harvard, onde destacou-se academicamente e socialmente. Formou amizades vitalícias com Walter Lippman e Horace Kallen, tornou-se editor da revista Harvard Law Review, e graduou-se com um dos melhores históricos acadêmicos desde Louis Brandeis.

## Início da carreira
A carreira jurídica de Frankfurter iniciou quando ele ingressou no escritório de advocacia Hornblower, Byrne, Miller & Potter de Nova Iorque, em 1906. No mesmo ano, foi contratado como o assistente de Henry Stimson, Procurador do Distrito Sul de Nova Iorque. Durante este período, Frankfurter leu o livro "The Promise of American Life" de Herbert Croly, e tornou-se um apoiador do "novo nacionalismo" e de Theodore Roosevelt. Em 1911, O Presidente William Howard Taft nomeou Stimson como seu Secretário de Guerra, e Stimson nomeou Frankfurter como oficial de justiça do Escritório de Assuntos Insulares (Bureau of Insular Affairs: órgão responsável pelos territórios insulares não-incorporados dos Estados Unidos). Frankfurter trabalhava diretamente para Stimson como seu assistente e assessor. Sua posição no governo restringia sua habilidade de publicamente externar suas visões progressivas, apesar de ter expressado suas opiniões particularmente a amigos como o juiz Learned Hand. Em 1912, Frankfurter apoiou a campanha para a re-eleição de Roosevelt em 1912, e ficou amargamente desapontado quando Woodrow Wilson foi eleito. Se encontrou cada vez mais desiludido com os partidos estabelecidos, e se descreveu como "politicamente sem-teto".

## Primeira Guerra Mundial

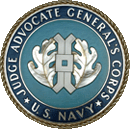
O logo de Judge Advocate General.

O trabalho de Frankfurter em Washington havia impressionado o corpo docente da Harvard Law School, que usou uma doação do banqueiro Jacob Schiff para criar-lhe uma nova posição. Ele ensinou, principalmente, direito administrativo e, ocasionalmente, direito penal. Com seu colega, o professor James M. Landis, ele defendeu restrições judiciais para lidar com a má-administração governamental, incluindo uma maior liberdade da supervisão judicial para as agências administrativas. Ele também atuou como conselheiro para a National Consumers League (Liga de Consumidores Nacionais), argumentando a favor de causas progressivas, tais como o salário mínimo e o limite de horas de trabalho. Ele esteve envolvido nos primeiros anos da Revista Nova República após a sua fundação por Herbert Croly.
Quando os Estados Unidos entraram na segunda Guerra Mundial, em 1917, Frankfurter tirou uma licença especial, a partir de Harvard para servir como assistente especial do Secretário de Guerra de Newton D. Baker. Ele foi nomeado Juiz do Advogado-Geral, a fiscalização militar de cortes marciais para o Departamento de Guerra. Ele foi encomendado um grande na Oficiais da Reserva do Corpo de fuzileiros, mas não foi chamado para o serviço ativo.
Em setembro de 1917, foi nomeado conselheiro à Comissão de Mediação do Presidente, criada pelo Presidente Wilson para resolver as principais greves que ameaçavam a produção de guerra. Entre os incidentes que ele investigou estava o atentado a São Francisco de 1916, onde ele argumentou que o líder radical Thomas Mooney teria sido incriminado e que seria necessário um novo julgamento. Ele também examinou a indústria de cobre no Arizona, onde os líderes da indústria resolviam problemas de relações industriais deportando mais de mil grevistas à força ao Novo México. O trabalho de Frankfurter deu-lhe oportunidades de aprender em primeira mão sobre o extremismo e políticas trabalhistas, incluindo o anarquismo, o comunismo e o socialismo revolucionário. Ele chegou a simpatizar com as questões trabalhistas, argumentando que "condições sociais insatisfatórias, se não tratadas, dão origem a movimentos radicais que muito transcendem seus impulsos originais." Suas atividades levaram o público a vê-lo como um advogado radical que apoiava princípios radicais. O ex-presidente Theodore Roosevelt o acusou de estar "envolvido em justificar as ações de homens precisamente como os Bolsheviks na Rússia."

## Pós-guerra
Enquanto a guerra se aproximava do fim, Frankfurter estava entre os cerca de cem intelectuais que assinaram uma declaração de princípios para a formação da Liga de Associações de Países Livres, com a pretensão de aumentar a participação dos Estados Unidos nas relações internacionais.
Frankfurter foi incentivado pelo juiz do Supremo Tribunal dos Estados Unidos, Louis Brandeis, à se envolver mais com o Sionismo. Junto com Brandeis, ele pressionou o Presidente Wilson à apoiar a Declaração Balfour do governo Britânico, que apoiava a criação de uma nação Judaica na Palestina. Em 1918, participou da conferência de fundação do American Jewish Congress (Congresso Judeu Americano) na Filadélfia, criando uma organização nacional democrática de líderes Judeus de todo território Estadunidense. Em 1919, Frankfurter serviu como delegado sionista à Conferência de Paz de Paris.

### Casamento e Família
Em 1919, Frankfurter casou-se com Marion Denman, formada pela Smith College e a filha de um ministro congregacional evangélico. Casaram-se depois de um longo e difícil o namoro, e contra os desejos da mãe de Frankfurter, que se preocupava com a possibilidade de seu filho casar fora da fé Judaica. Frankfurter foi um Judeu não-praticante, e considerava a religião como "um acidente de nascimento". Frankfurter foi um marido dominador e Denman sofria de saúde frágil e de frequentes colapsos mentais. O casal não teve filhos. 

### Fundação da ACLU
As atividades de Frankfurter continuaram a atrair atenção ao seu suposto radicalismo. Em novembro de 1919, ele presidiu uma reunião em apoio do reconhecimento pelos Estados Unidos da recém-criada União Soviética. Em 1920, Frankfurter ajudou a fundar a União Americana de Liberdades Civis (American Civil Liberties Union - ACLU). Após a prisão dos suspeitos comunistas radicais em 1919 e 1920, durante os ataques Palmer, Frankfurter, em conjunto com outros advogados proeminentes, incluindo Zacarias Chafee, assinou um relatório da ACLU condenando os "atos totalmente ilegais cometidos por aqueles responsáveis pela defesa das leis em seu mais alto nível" praticados com a maior dever de aplicar as leis" e observou que eles tinham cometido a coerção, a brutalidade policial, a detenção incomunicável prolongada, e a violação do devido processo de justiça.
Em 1921, Frankfurter foi nomeado como professor na Escola de Direito de Harvard, onde ele continuou seu trabalho progressivo em nome dos socialistas, oprimidos e das minorias religiosas. Quando A. Lawrence Lowell, o então Presidente da Universidade de Harvard, propôs limitar o ingresso de estudantes Judeus, Frankfurter trabalhou para derrotar o plano.
No final da década de 1920, ele atraiu a atenção do público quando ele apoiou os pedidos de um novo julgamento para Sacco e Vanzetti, dois imigrantes italianos anarquistas que haviam sido condenados à morte sob acusações de assalto e assassinato. Frankfurter escreveu um influente artigo para a revista Atlantic Monthly e, posteriormente, um livro, O Caso de Sacco e Vanzetti: Uma Análise Crítica para Advogados e Leigos (The Case of Sacco and Vanzetti: A Critical Analysis for Lawyers and Laymen). Ele criticou o caso apresentado pela promotoria e a postura do juiz; afirmou que as condenações foram o resultado de preconceitos anti-imigração e da duradoura histeria anti-radical do Red Scare de 1919-20.

## Conselheiro do Presidente Roosevelt
Depois da inauguração de Franklin D. Roosevelt em 1933, Frankfurter tornou-se rapidamente um confiável e leal conselheiro para o novo presidente. Frankfurter era considerado liberal e defendia legislações progressistas. Ele argumentou contra os planos econômicos de Raymond Moley, Adolf Berle e Rexford Tugwell (1891-1979), embora reconhecesse a necessidade de profundas mudanças para lidar com as desigualdades de distribuição da riqueza, que formou a natureza devastadora da Grande Depressão.
Frankfurter recomendou à administração do New Deal vários brilhantes jovens advogados; eles ficaram conhecidos como "As Sasichas Felizes de Felix", um trocadilho com as Salsichas Frankfurter. Entre os mais notáveis destes foram Thomas Corcoran, Donald Hiss e Alger Hiss, e Benjamin Cohen. Ele mudou-se para Washington, DC, e viajava de volta a Harvard para dar aulas, mas sentia que ele nunca foi totalmente aceito dentro dos círculos governamentais. Ele trabalhou com Louis Brandeis, fazendo lobby para as atividades políticas sugeridas por Brandeis. Ele recusou um assento na Suprema Corte Judicial de Massachusetts e, em 1933, a posição do procurador Geral dos Estados Unidos.
Anglófilo de longa data, Frankfurter tinha estudado na Universidade de Oxford, em 1920. Em 1933-34, ele voltou a dar aulas na mesma Universidade como professor visitante Eastman na faculdade de Direito.
Em 1935, um artigo de jornal descreve as "Sasichas Felizes" como:
- Dean Acheson, Subsecretário do Tesouro
- Thomas Gardiner Corcoran, membro da equipe jurídica da Administração de Obras Públicas.
- James M. Landis, chefe da Comissão de valores Mobiliários
- Alger Hiss, "braço direito" do Advogado-Geral da União Stanley Forman Reed, do Departamento de Justiça dos EUA
- Paulo Freund, membro da equipe jurídica do Departamento de Justiça dos EUA

Outros "Homens do Frankfurter" durante New Deal incluíram:
- Benjamin V. Cohen, membro da equipe jurídica da Administração de Obras Públicas
- Jerome Frank, conselheiro da Reconstruction Finance Corporation, e ex-consultor geral da Administração de Adaptação Agrícola.
- Charles Wyzanski, advogado do Departamento do Trabalho dos EUA
- Thomas Elliot, conselheiro geral da nova organização de seguridade social (Social Security Administration)
- Gardner Jackson,  ex conselheiro do consumidor na Administração de Adaptação Agrícola

Mesmo após sua nomeação para o Supremo Tribunal de Justiça, Frankfurter manteve-se próximo a Roosevelt. Em Julho de 1943, em nome do Presidente, Frankfurter entrevistou Jan Karski, um membro da resistência polaca que foi levado para o gueto de Varsóvia e depois para um campo de concentração perto do campo de extermínio de Belzec em 1942, a fim de relatar o que é hoje conhecido como o Holocausto. Frankfurter recebeu relatório Karski com ceticismo, posteriormente explicando: "eu não disse que ele estava mentindo, eu disse que eu não conseguia acreditar nele. Há uma diferença.”

## Supremo Tribunal de justiça

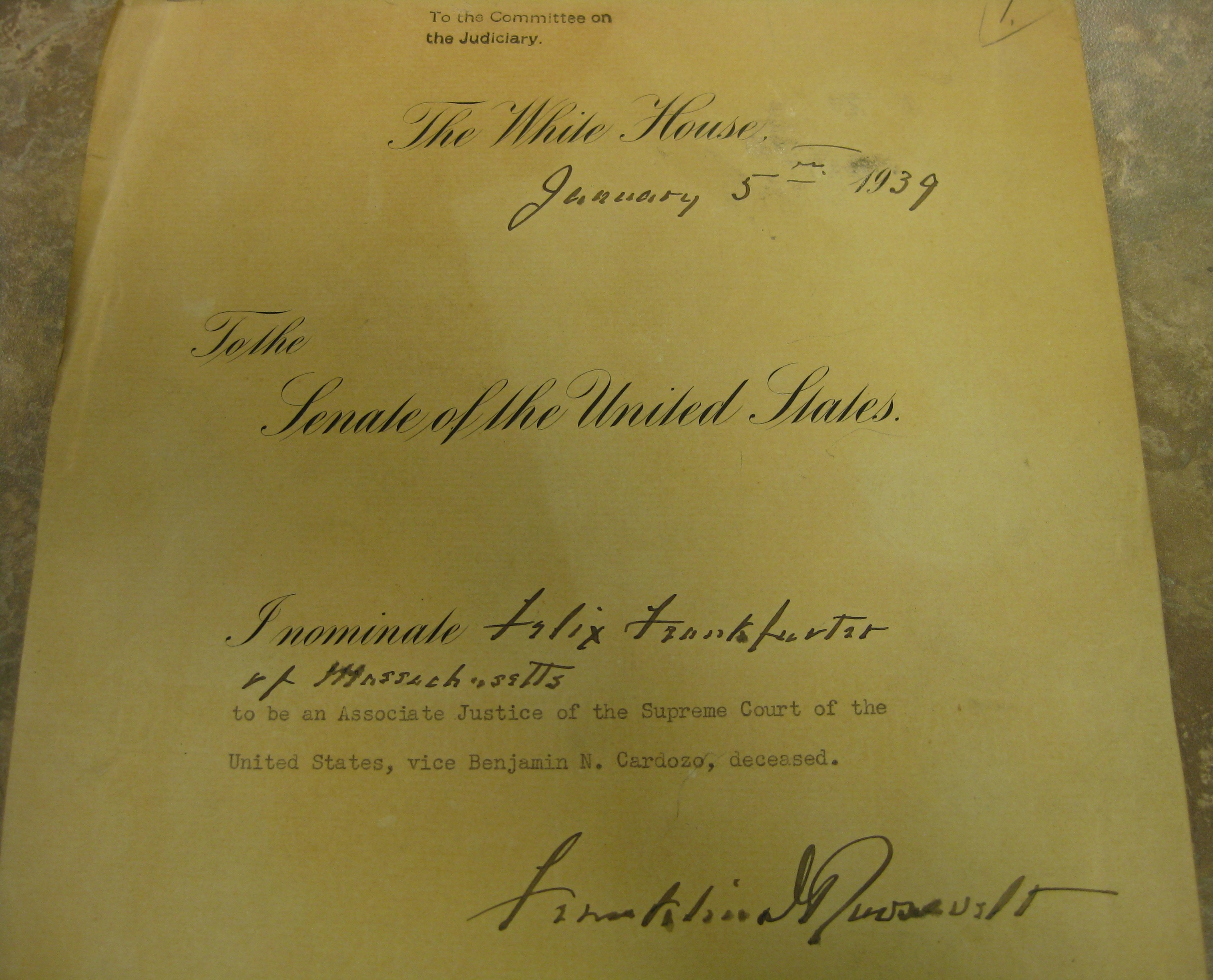
Frankfurter do Supremo Tribunal nomeação

Após a morte do juiz do Supremo Tribunal de Justiça, Benjamin N. Cardozo, em julho de 1938, o Presidente Franklin D. Roosevelt pediu a seu velho amigo Frankfurter para recomendar possíveis candidatos para a vaga. Não encontrando na lista alguém que se adequasse a seu critério, Roosevelt nomeou Frankfurter.  A audiência de confirmação do Senado sobre a nomeação de Frankfurter foi marcante pela oposição que se manifestou. Além da objeção de que ele era considerado o conselheiro extra-oficial do Presidente, que ele tinha ligações com grupos de interesses especiais, que não havia agora nenhum juiz do oeste do país, grupos e indivíduos opostos  à nomeação de Frankfurter indicavam seu nascimento no estrangeiro e sua filiação a movimentos anti-cristãos eram sinais de uma ampla infiltração Comunista no país. A controvérsia mudou permanentemente o processo que vinha sendo seguido há 150 anos, sendo a primeira vez que alguém indicado para o Supremo Tribunal apareceu em pessoa perante o Comitê Judiciário.
Frankfurter serviu de 30 de Janeiro de 1939, até 28 de Agosto de 1962. Ele escreveu 247 opiniões para o Tribunal, 132 concordantes, e 251 divergências. Ele tornou-se o defensor mais ferrenho da restrição judicial no Tribunal, a visão de que os tribunais não devem interpretar a constituição de forma a impor limites rígidos sobre as autoridades do legislativo e executivo. Ele também geralmente se recusava a aplicar a Constituição federal aos estados No caso de Irvin v. Dowd, Frankfurter afirmou o que era para ele um tema frequente: "A justiça federal não tem poder de interferir em uma decisão de um tribunal de justiça do estado...".
Em sua filosofia de restrição judicial, Frankfurter foi fortemente influenciado por seu amigo e mentor Oliver Wendell Holmes Jr., que tinha tomado uma posição firme durante seu mandato no Tribunal contra a doutrina da "do Devido Processo Econômico". Frankfurter reverenciava o Juiz Holmes, muitas vezes citando-o em suas opiniões. Na prática, isso significava que Frankfurter estava, em geral, disposto a defender as ações desses ramos contra desafios constitucionais desde que não "choquem a consciência." Frankfurter foi particularmente bem conhecido como um academico de processo civil.
A adesão de Frankfurter à filosofia de restrição judicial foi demostrada na década de 1940, ao votar no caso Minersville School District v. Gobitis, um caso envolvendo um grupo de estudantes Testemunhas de Jeová, que haviam sido expulsos da escola devido à sua recusa de bater continência e jurar aliança à bandeira dos Estados Unidos. Ele rejeitou as alegações de que os direitos da Primeira Emenda deveriam ser protegidos por lei, e pediu que fossem acatadas as decisões dos membros eleitos dos conselhos das escolas. Ele afirmou que a crença religiosa "não exime o cidadão de suas de responsabilidades políticas" e que, isentar as crianças da cerimônia de continência à bandeira poderia "criar dúvidas nas mentes de outras crianças. da bandeira-saudando cerimônia ", pode lançar dúvidas nas mentes de outras crianças" e diminuir a sua lealdade à nação. O Juiz Harlan Fiske Stone foi o único a discordar. A decisão do tribunal foi seguido por centenas de ataques violentos a Testemunhas de Jeová em todo o país  A decisão foi revertida em Março de 1943, por decisão da Suprema Corte, no caso West Virginia, do Conselho de Educação v. Barnette. Um frequente aliado, o Juiz do Supremo Tribunal de justiça, Robert H. Jackson, escreveu a opinião da maioria, que neste caso, que reverteu a decisão de apenas três anos antes, argumentando que, como princípio constitucional fundamental, nenhuma autoridade do governo tem o direito de definir o dogma oficial e exigir a sua afirmação por parte dos cidadãos. A extensa dissidência de Frankfurter levantou, e em seguida rejeitou a noção de que, como Judeu, ele deveria "especialmente proteger as minorias." Ele reiterou sua visão que o papel da corte não é de julgar as leis como "sabias ou más", mas sim de determinar "se os legisladores teriam razões para passar tal lei."
No caso de redistribuição legislativa Baker v. Carr, a posição de Frankfurter foi a de que a justiça federal não tem o direito de dizer a um governo estadual soberano como distribuir os seus representantes legislativos; ele argumentou que o Supremo Tribunal Federal não deve se envolver em questões políticas, sejam federais ou locais. O ponto de vista de Frankfurter já tinha definido em 1946 o caso anterior Baker, Colegrove v. Green –  por uma votação da maioria de 4 a 3, decidiu que o caso não era julgável, e a justiça federal não tinha o direito de se envolver nas políticas estaduais, independentemente do quão desiguais as populações dos distritos se tornavam. Mas, no caso Baker, a maioria dos juízes decidiu julgar a questão, dizendo que a formação do distritos legislativos estaduais estava inserida nas competências dos juízes federais, apesar dos avisos de Frankfurter de que o Tribunal deve evitar entrar no " âmbito político".
Frankfurter tinha anteriormente articulado uma visão semelhante em um parecer concordante escrito para o caso de 1951 Dennis v. Estados Unidos do Supremo Tribunal federal. A decisão afirmou, por uma margem de 6-2, a condenação de onze líderes comunistas por conspirar para derrubar o governo dos EUA sob a Lei Smith. No caso, novamente ele argumentou que os juízes "não são legisladores, que a formulação de políticas não é a nossa área."  Ele reconheceu que restringir a liberdade de expressão daqueles que defendem a derrubada do governo à força, também arrisca suprimir as críticas de quem não o defende, escrevendo que é um fato preocupante que as condenações que vemos não resistirão à limitação do intercâmbio de idéias".
Um caso importante de integração racial nas escolas apareceu perante a corte em Brown v. Board of Education. Durante o julgamento, o Chefe de Justiça Fred M. Vinson, cujo voto era essencial e que opunha reverter a decisão do caso Plessy v. Ferguson (que permitia a segregação nas escolas), faleceu. Frankfurter alegadamente teria dito que a morte de Vinson era a primeira evidência que ele havia visto que provasse a existência de Deus, apesar de alguns duvidarem da veracidade deste fato.
Frankfurter exigiu que o parecer no caso Brown II (1955), obrigasse as escolas a pôr fim a segregação com "toda velocidade deliberada". Alguns conselhos escolares usaram essa frase como uma desculpa para desafiar as demandas da decisão do primeiro caso Brown. Por quinze anos, as escolas em muitos estados do Sul do país permaneceram segregadas; em alguns casos, os estados fecharam suas escolas, enquanto os pais de alunos brancos abriam escolas particulares para seus filhos. Em Alexander v. Holmes County Board of Education, o Tribunal escreveu, "É obrigação de cada distrito escolar encerrar o sistema escolar duplo de uma vez, e operar de agora em diante apenas escolas unitárias." A frase "toda velocidade deliberada" foi concebida para limitar o judiciário federal a uma abordagem gradual da integração escolar, mas a sua fórmula não teve o efeito intendido. Ao separar a injúria do demandante da possível compensação, Brown II deu origem ao Direito de Litígio Público, que hoje oferece tribunais federais amplo poder para reformar instituições do estado.
Frankfurter evitou se envolver na área de negócios. Em um caso de 1956, do governo Americano contra a DuPont, iniciado porque a DuPont parecia ter elaborado uma relação preferencial com a GM, Frankfurter não encontrou uma conspiração, e argumentou que a Corte não tinha o direito de interferir no andamento de negócios. Aqui, novamente, Frankfurter fez oposição - e perdeu - contra os pareceres da maioria do tribunal composta pelos Juízes Warren, Black, Douglas e Brennan. Posteriormente em sua carreira, a filosofia da restrição judicial de Frankfurter frequentemente o colocava no lado dissidente de decisões importantes tomadas pela Corte de Warren para acabar com a discriminação.
Frankfurter acreditava que a autoridade do Supremo Tribunal Federal poderia ser reduzido caso se posicionasse muito diretamente contra a opinião pública: às vezes, ele fazia um grande esforço para evitar decisões impopulares, incluindo a luta contra o atraso de decisões do tribunal contra leis que proibiam o casamento interracial.
Para o período de outubro de 1948, Frankfurter contratou William Thaddeus Coleman, o primeiro negro Americano a servir como um estagiário do Supremo Tribunal.
Em 1960, apesar de uma recomendação do reitor da Escola de Direito de Harvard, Frankfurter rejeitou Ruth Bader Ginsburg para um estágio por causa de seu gênero. Ginsburg, mais tarde, tornou-se Juíza do Supremo Tribunal, assim, re-estabelecendo a chamada "Cadeira Judia" no Tribunal, uma vez ocupada por Frankfurter. 

## Relações pessoais no Tribunal
Ao longo de sua carreira no tribunal de justiça, Frankfurter foi uma grande influência sobre muitos juízes, como Clark, Burton, Whittaker, e Minton. Geralmente, ele tentava influenciar qualquer novo Juiz no tribunal, embora ele tenha sido repelido pelo Juiz Brennan – que tinha votado com Frankfurter na metade seu primeiro ano como juiz, mas que, em seguida, se opôs a ele depois de várias tentativas de inculcação de Frankfurter. Frankfurter se voltou contra Brennan completamente após o caso Irvin v. Dowd. Outros juízes que receberam o tratamento de bajulação e instrução de Frankfurter foram Burton, Vinson, e Harlan.
O juiz Frankfurter foi, em seu tempo, o líder dos membros mais conservadores do Supremo Tribunal de Justiça; ele iria por muitos anos opor os juízes mais liberais como os Juízes Black e Douglas. Ele muitas vezes reclamava que eles "começavam pelo resultado" e que seu trabalho era "de má qualidade", "orientado por resultados," e "demagógico".  Similarmente, Frankfurter criticava o trabalho do Presidente do Tribunal Earl Warren, como "desonestidade absurda".
Frankfurter via os juízes com idéias diferentes das suas, como parte de um "eixo" mais liberal – esses adversários eram principalmente os Juízes Black e Douglas, além de Murphy e Rutledge; o grupo por anos opôs a ideologia judicialmente restritiva de Frankfurter. Douglas, Murphy, e em seguida, Rutledge foram os primeiros Juízes a concordar com a noção de Hugo Black noção de que a Décima quarta Emenda incorporou as proteções da Bill of Rights. Por sua parte, Frankfurter gostava de afirmar que a incorporação da teoria de Black iria usurpar o controle do estado sobre a justiça criminal, limitando o desenvolvimento dos estados de novas interpretações do devido processo penal. 
O estilo argumentativo de Frankfurter não era popular entre seus colegas do Supremo Tribunal. "Tudo que o Frankfurter faz é falar, falar, falar," reclamou uma vez o Presidente do Tribunal Earl Warren, "Ele leva a loucura". Hugo Black informou que "eu pensei que Felix fosse me agredir hoje, ele ficou tão bravo." Nas sessões quinzenais da conferência da Corte, tradicionalmente para contar votos, Frankfurter tinha o hábito de leccionar seus colegas por 45 minutos por vez ou mais. Os adversários ideológicos de Frankfurter deixavam a sala ou liam suas correspondências enquanto ele falava.
Frankfurter era um amigo próximo do juiz Robert H. Jackson. Os dois trocavam correspondência sobre o seu desgosto mútuo pelo juiz William O. Douglas. Frankfurter também tinha forte influência sobre as opiniões de Jackson.
Frankfurter foi universalmente elogiado por seu trabalho antes de chegar ao Supremo Tribunal, e esperava-se que ele a influenciasse por décadas após o falecimento do Presidente Roosevelt. No entanto, a influência de Frankfurter sobre os outros juízes foi limitado pela sua incapacidade de se adaptar a novos ambientes, seu estilo de relações pessoais (baseando-se fortemente no uso de bajulação e gratificações, o que, em última análise, provou-se divisória), e a sua estrita adesão à ideologia da restrição judicial. Michael E. Parrish, professor na UCSD, disse de Frankfurter: "a história não tem sido boa para [ele]... agora, há quase um consenso universal de que Frankfurter, o juiz, foi um fracasso, um juiz que... se separou da locomotiva da história durante a Segunda Guerra Mundial, e que, posteriormente, deixou a desejar em relação a um duradouro legado jurisprudencial".

## Aposentadoria e Falecimento
Frankfurter se aposentou em 1962 após sofrer um derrame e foi sucedido por Arthur Goldberg. Foi honrado com a Presidential Medal of Freedom em 1963.
Felix Frankfurter faleceu de uma insuficiência cardíaca em 1965 aos 82 anos de idade. Seus restos mortais estão enterrados no Cemitério Mount Auburn em Cambridge, Massachusetts.

## Legado
Há duas coleções extensivas dos trabalhos de Frankfurter: um na Divisão de Manuscritos da Biblioteca do Congresso dos Estados Unidos e a outra na Universidade de Harvard. Ambas são abertas a pesquisadores e têm sido distribuídas a outras bibliotecas em microfilme. Porém, em 1972 foi descoberto que mais de mil páginas de seus arquivos, incluindo suas correspondências com Lyndon B. Johnson e outras, haviam sido roubadas da Biblioteca do Congresso; o crime não foi resolvido, e o infrator e seus motivos ainda são desconhecidos.

## Obras
Frankfurter publicou vários livros incluindo: Cases Under the Interstate Commerce Act; The Business of the Supreme Court (1927); Justice Holmes and the Supreme Court (1938); The Case of Sacco and Vanzetti (1927) e Felix Frankfurter Reminisces (1960).
- Frankfurter, Felix, and James M. Landis. 1925. "The Compact Clause of the Constitution: A Study in Interstate Adjustments." Yale Law Journal 34, No. 7: 685–758.[58]